# جيوفاني بنتلوني
جيوفاني بنتلوني (بالإيطالية: Giovanni Pantaleoni)‏ هو لاعب كرة قاعدة إيطالي، ولد في 16 مارس 1978 في كوبرامونتانا في إيطاليا.

## وصلات خارجية
- جيوفاني بنتلوني على موقع أوليمبيديا (الإنجليزية)